# Niechnabrz
Niechnabrz – wieś w Polsce położona w województwie mazowieckim, w powiecie siedleckim, w gminie Kotuń. Ma status sołectwa. Leży nad Świdnicą.
Wierni Kościoła rzymskokatolickiego należą do parafii Świętej Trójcy w Żeliszewie Podkościelnym.
W latach 1975–1998 miejscowość administracyjnie należała do województwa siedleckiego.